# Ліберман Йосип Меєрович
Йосип Меєрович Ліберман (1917, Генічеськ, Херсонська губернія — серпень 1941, Таллінн, СРСР) — радянський математик, учень О. Д. Александрова.

## Життєпис
Вступив до Ленінградського університету 1934 року після закінчення школи як один з переможців першої міської математичної олімпіади. Науковою роботою почав займатися на третьому курсі. 1938 року опубліковано його першу роботу. 1939 року закінчив університет і залишився в аспірантурі.
Паралельно з геометрією займався теорією функцій дійсної змінної.
В липні 1941 року Ліберман був призваний в армію. Кандидатську дисертацію захистив того ж місяця, вже лейтенантом-зенітником на флоті.
У серпні 1941 року Ліберман відбув до Таллінна і загинув.
Три геометричні роботи Лібермана вийшли друком 1941 року, ще одна — 1943 року.